# بيدير ياكوبسن
بيدير ياكوبسن (بالنرويجية البوكمول: Peder Nikolai Leier Jacobsen )‏ (ولد عام 1888 – 1967 م) هو سياسي نرويجي، كان عضوًا في حزب العمل النرويجي، توفي عن عمر يناهز 79 عاماً.

## مناصب
تولى منصب عضو برلمان النرويج ‏.